# Moeneeb Josephs
Moeneeb Josephs (Cidade do Cabo, 19 de maio de 1980) é um futebolista sul-africano, que atua na posição de goleiro. Atualmente, joga pelo Bidvest Wits.

## Carreira
Ele representou o elenco da Seleção Sul-Africana de Futebol no Campeonato Africano das Nações de 2008.
Foi o reserva de sua posição na Seleção Sul-Africana que disputa a Copa do Mundo FIFA 2010. No torneio, substituiu o titular Itumeleng Khune depois que este foi expulso frente ao Uruguai. Aposentou-se de sua seleção em 24 de maio de 2012.